# Partido Revolucionario del Pueblo de Benín
El Partido Revolucionario del Pueblo de Benín (en francés: Parti de la Révolution Populaire du Bénin) fue un partido político de la República Popular de Benín. Fue fundado en 1975 por el general Mathieu Kérékou. Con la nueva Constitución del 30 de noviembre de 1975, el PRPB se convirtió en el único partido legal del país. Ideológicamente, se identificaba con el marxismo-leninismo.
En las elecciones parlamentarias de 1979, 1984 y 1989, el PRPB fue el único partido que participó. En 1979 las listas del partido recibieron 1.243.286 votos (97,9%), en 1984 recibieron 1.811.208 votos (98,1%), y en 1989 recibieron 1.695.860 votos (89,6%).
En 1989 el Partido renunció al marxismo-leninismo como su guía ideológica. Permaneció como la fuerza gobernante de Benín hasta 1990.